# González (kommun i Colombia, Cesar, lat 8,37, long -73,40)
González är en kommun i Colombia.   Den ligger i departementet Cesar, i den norra delen av landet, 400 km norr om huvudstaden Bogotá. Antalet invånare är 9 252. Arean är 75 kvadratkilometer.
Terrängen i González är kuperad.